# 沙拉洛夫卡农村居民点
沙拉洛夫卡农村居民点（俄语：Шараповское сельское поселение）是俄罗斯联邦别尔哥罗德州新奥斯科尔区所属的一个农村居民点。其下辖有4个居民点，行政中心为沙拉洛夫卡。据2016年统计，该农村居民点的人口为970人。